# Karabinek AK-74
AK-74 (ros. Автомат Калашникова образца 1974 года, Awtomat Kałasznikowa obrazca 1974 goda) – radziecki karabinek automatyczny, który jest rozwinięciem konstrukcji karabinka AK. Opracowany w 1974 roku, wprowadzony do uzbrojenia Armii Radzieckiej w 1976 roku. Użyty po raz pierwszy w działaniach wojennych po wkroczeniu wojsk ZSRR do Afganistanu (24 grudnia 1979).

## Różnice między AK-74 i AK(w nawiasie kursywą dane dla AK)
- Inna amunicja: kaliber 5,45 × 39 mm (7,62 × 39) o prędkości początkowej 900 m/s (710). Energia początkowa pocisku wynosi 1385 dżuli (1990), zapewniając 440-metrową (350) odległość strzału bezwzględnego do figury popiersia. Najwyższą skuteczność ognia osiąga się na dystansach do 500 m (400). Masa naboju wynosi 10,75 g (18,21), masa samego pocisku – 3,42 g (8; niektóre wersje amunicji – 10). Nowy nabój został zaprojektowany w celu zwiększenia celności broni. Osiąga się to dzięki bardziej płaskiej trajektorii lotu pocisku oraz dzięki zmniejszonemu odrzutowi.
- Inny magazynek o mniejszym promieniu łuku.
- Kolba składana o bardziej ergonomicznym kształcie, odchylana na bok broni (składana pod spód broni).
- Charakterystyczne cylindryczne, wielofunkcyjne urządzenie wylotowe zamontowane na lufie. Spełnia ono rolę hamulca wylotowego oraz osłabiacza odrzutu i podrzutu, dzięki czemu ustatecznia broń przy strzelaniu seriami. Dodatkowo pełni rolę tłumika płomieni.

## Zastosowanie
AK-74 stanowi obecnie wyposażenie większości armii państw wchodzących niegdyś w skład ZSRR. Produkowany był lub jest także licencyjnie (także w wersjach z opracowanymi lokalnie modyfikacjami) m.in. w byłej NRD (Karabin MPi AK-74N), Bułgarii, Chinach i Rumunii.
Karabinek AK-74 był używany bojowo podczas wojny w Afganistanie, I i II wojny czeczeńskiej. Stał się także podstawą do opracowania ręcznego karabinu maszynowego RPK-74, karabinów K-3 i Wepr oraz strzelby gładkolufowej Sajga. Produkowana od 1991 w fabryce Iżmasz w Iżewsku wersja AK-74M jest obecnie zasadniczym wyposażeniem armii rosyjskiej. W 1993 roku na uzbrojenie Armii Rosyjskiej wprowadzono nowy karabinek AN-94, który miał z czasem zastąpić AK-74. Jednak po wyprodukowaniu jednej serii AN-94 jego produkcję wstrzymano i AK-74M pozostaje nadal podstawowym karabinem armii Federacji Rosyjskiej. We wrześniu 2011 roku rosyjski resort obrony poinformował o zakończeniu zamówień na AK-74M. Do końca 2011 fabryka w Iżewsku ma opracować nowy model karabinu.

## Wersje

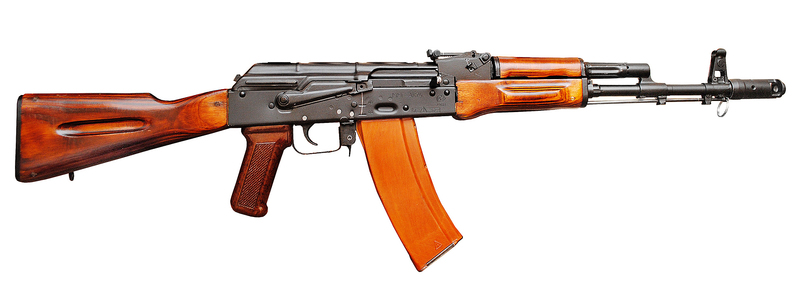
AK-74

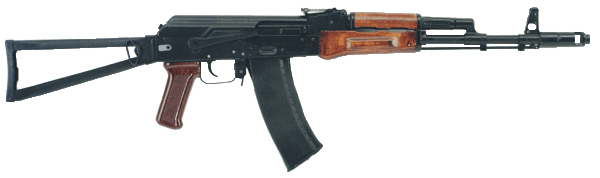
AKS-74

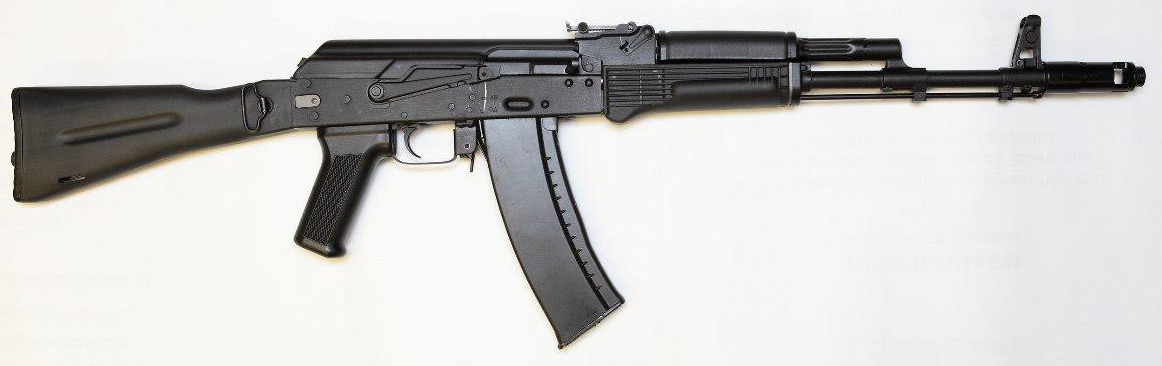
AK-74M

- AK-74 (ros. АК-74) – wersja podstawowa ze stałą kolbą wykonaną z drewna lub tworzywa,
- AKS-74 (АКС-74) – z metalową kolbą składaną,
- AKS-74U (АКС-74У) – subkarabinek,
- AK-74N (АК-74Н), AKS-74N, AK-74N1, AKS-74N1 itd. – broń wyposażona w kolejne wersje pasywnych celowników noktowizyjnych,
- AK-74M (АК-74М) – wersja zmodernizowana z tworzywową, składaną kolbą o kształcie identycznym jak stosowane przedtem kolby stałe; wszystkie egzemplarze tej broni posiadają szynę umożliwiającą założenie noktowizora albo innego specjalnego celownika; wzmocniono ponadto konstrukcję urządzenia wylotowego i pokrywę komory zamka.

Wersje eksportowe oparte na AK-74M:
- AK-101 – karabinek zasilany amunicją 5,56 × 45 mm,
  - AK-102 – subkarabinek oparty na AK-101,
- AK-103 – karabinek zasilany amunicją 7,62 × 39 mm,
  - AK-104 – subkarabinek oparty na AK-103,
- AK-105 – subkarabinek zasilany amunicją 5,45 × 39 mm.